# Jacula (banda)
Jacula es una banda italiana underground de rock progresivo, de naturaleza experimental y claramente ocultista, cuyo nombre se debe a una historieta erótica italiana de la época con la vampiresa Jacula como protagonista.
Conformada en Milán por el organista Charles Tiring, la vocalista Doris Norton, el vocalista/multi-instrumentista Antonio Bartoccetti y el médium Franz Parthenzy, esta banda fue principalmente ideada por el dueto musical Bartocetti -Norton (quienes eran novios), que luego también formaría agrupaciones como Dietro Noi Deserto, Invisible Force y que culminaría en la contemporánea Antonius Rex.
Sus discos tuvieron poca difusión; hoy en día son considerados una banda "de culto".

## Música
La música de Jacula tiene un trasfondo fuertemente esotérico y ocultista, lo que se nota claramente en la inclusión de un icono de tales creencias (Franz Parthenzy) quién, junto a Bartocetti, escribía las letras y se encargaba de la guía del grupo. Su propuesta era muy particular en el contexto musical de aquellos años, con bandas como Pink Floyd o Genesis liderando la escena progresiva, y fundando los cimientos del rock progresivo actual, comparable solo con la de la banda Devil Doll.
En el disco In Cauda Semper Stat Venenum (una expresión en latín que significa "El veneno siempre está al final"), el órgano tiene un papel fundamental y casi único en la dinámica de la producción, que se completa con las letras ocultistas en latín. Su principal característica es una música siniestra y tenebrosa con pasajes de órgano propio de las iglesias de Europa antigua.
De este LP se hicieron tan sólo entre 299 y 310 copias (hay mucha imprecisión en torno al grupo, véase la sección "Leyendas").
Su disco Tardo Pede in Magiam Versus, de 1972, está influenciado más bien por otras bandas de la escena underground italiana, como Le Orme, usando la voz de Doris Norton, y un ambiente musical de órgano con sonoridad de iglesia.

## Leyendas
Un halo de misterios y leyendas se crearon en torno a la agrupación, de los cuales algunos parecen tener cierta base y otros simplemente son creados a partir, seguramente, de la música del grupo (oscura y ocultista).
Entre estos hechos difíciles de comprobar se encuentran:
- El primer disco fue grabado en un castillo en Inglaterra en 1969, lo cual es poco probable pero no se puede negar, ya que el mismo sello que ha publicado la producción comenta primero esta hipótesis, y luego, que fue grabado en los estudios del sello inglés "Gnome Records".
- El organista Charles Tiring, de 81 años, estaba casado con una hermosa joven de 18 años, debido a un "pacto con el diablo".
- Tiring tocaba en una iglesia italiana y, luego de hacer el mencionado "pacto con el Diablo", robó el órgano de la mismísima iglesia y se marchó.
- El primer disco se distribuyó directamente a sectas y clanes ocultistas y satánicos europeos, motivo de la baja cantidad de copias.

Los álbumes Tardo Pede in Magiam Versus e In Cauda Semper Stat Venenum cuentan con una carátula muy parecida (una en blanco y negro y la otra a color), la de un hombre cadavérico cubierto por una capa con gorro en un cementerio, bebiendo al lado de un esqueleto profanado.
Se han comercializado en internet (específicamente en el sitio Ebay) vinilos que -supuestamente- eran copias de In Cauda Semper Stat Venenum editadas en 1969; no obstante el sello italiano Black Widow ha publicado en formato vinilo y CD, en 2001, las primeras copias conocidas del álbum a la fecha.
En 2011, la banda regresó con un nuevo álbum en formato LP y CD, titulado Pre Viam, que mantiene vivo el estilo oscuro y progresivo que los  hiciera conocidos.

## Discografía
Su corta discografía, debido a ser una agrupación más que nada experimental, cuenta con:
- Tardo Pede in Magiam Versus (1972)
- In Cauda Semper Stat Venenum (2001, aparentemente tuvo una edición privada en 1969)
- Pre Viam (2011)